# Kelty Water
Kelty Water är ett vattendrag i Storbritannien.   Det ligger i kommunen Stirling och riksdelen Skottland, i den nordvästra delen av landet, 600 km nordväst om huvudstaden London.